# Барселонското дерби
Барселонското дерби (на испански: El derbi barcelones; на каталонски: El Derbi Barceloní) е името на дербито в Барселона между футболните отбори на „Барселона“ и „Еспаньол“.

## История
Сред причините за враждата между двата отбора е, че „Еспаньол“ е първият клуб в Испания, основан изключително от испански фенове, докато „Барселона“ е основан предимно от имигранти и сепаратисти. Това обяснява и имиджа на отборите в обществеността – Еспаньол е известен с лоялността си към властта, а Барселона се счита за опозиционен отбор.
Въпреки голямата вражда между феновете на двата отбора, самото дерби не е особено оспорвано, тъй като Барселона има значителен превес в двубоите. От всички регионални дербита в Примера дивисион това има най-много изиграни мачове.

## Статистика
|                               | Мачове | Барселона | Равенства | Еспаньол |
| Примера дивисион              | 160    | 91        | 35        | 34       |
| Последна промяна: 28 юни 2014 |        |           |           |          |